# Prix Gassman
Le prix Gassman est une récompense théâtrale italienne attribuée par un jury populaire en mémoire de l'acteur et réalisateur Vittorio Gassman. Le prix a été fondé en 2004.
Le prix est remis au Théâtre Fenaroli à Lanciano, dans la province de Chieti, à la fin de chaque saison théâtrale (généralement entre fin mai et début juin).
Le public italien est appelé à exprimer son opinion grâce à des bulletins de vote distribués dans 120 théâtres italiens ainsi que sur un forum dédié sur le site de l'organisateur de l'événement.
Le prix, conçu par Milo Vallone, est organisé par l'association Teatranti et parrainé par la Fondation Vittorio Gassman. Le prix est réparti en treize catégories, notamment meilleurs acteur et actrice, jeunes talents, metteur en scène, créateur de costumes, scénographe, ainsi que meilleur spectacle, spectacle musical et meilleur spectacle d'été. Un prix récompense aussi la meilleure carrière.

## Prix par année

### 2010
En 2010, les acteurs honorés sont Roberto Herlitzka, Giuseppe Pambieri, Toni Servillo, Alessandro Haber, Carlo Cecchi, Eros Pagni et Alessandro Preziosi et les actrices sont Pamela Villoresi, Isa Danieli, Ilaria Occhini, Lunetta Savino, Mascia Musy et Paola Quattrini.